# 寅次郎的故事7 奋斗篇
《寅次郎的故事7 奋斗篇》（日語：男はつらいよ 奮闘篇）是一部1971年上映的日本喜剧电影，亦是《寅次郎的故事系列》的第七部剧场版作品。由山田洋次导演，渥美清、倍赏千惠子、前田吟、森川信及榊原留美等等主演。於1971年4月28日上映。

## 劇情簡介
寅次郎的生母菊到訪柴又，最終寅次郎與生母冰釋前嫌。寅次郎再次出遊，在沼津市遇上智商不高，但純真可愛的花子。花子一個人在紡織工場工作，寅次郎出錢送花子回家鄉津輕，臨別時將自己東京的地址交給花子。到了櫻花節，花子到來探望寅次郎。家人都關心寅次郎跟花子的戀情，當花子透露有下嫁寅次郎的意願，寅次郎反而變得困惑。不久花子的監護人福田老師突然出現，還將花子帶走。幾天後，寅次郎搭上往津輕的公車離開。

## 主要演员
- 车寅次郎：渥美清
- 诹访樱：倍赏千惠子
- 车龙造：森川信
- 车つね：三崎千惠子
- 诹访博：前田吟
- 梅太郎：太宰久雄
- 御前样：笠智众
- 花子：榊原留美
- 拉面屋：柳家小さん (5代目)
- 菊：ミヤコ蝶々
- 福士先生：田中邦卫
- お巡りさん：犬塚弘
- 冬子：光本幸子

## 奖项
- 第26届每日电影奖之导演奖／山田洋次

### 英文
- . 英国电影协会.   [2011-01-18]. （原始内容存档于2012-10-17） （英语）.
- . Complete Index to World Film.   [2011-01-18]. （原始内容存档于2012-09-13） （英语）.

### 德文
- . www.molodezhnaja.ch.   [2011-01-18]. （原始内容存档于2010-08-10） （德语）.

### 日文
- . www.allcinema.net.   [2011-01-18]. （原始内容存档于2012-10-18） （日语）.
- . 日本电影院数据库（日本文化厅）.   [2011-01-18]. （原始内容存档于2011-10-08） （日语）. 外部链接存在于|publisher= (帮助)
- . 日本电影数据库.   [2011-01-18]. （原始内容存档于2011-05-14） （日语）.
- . 电影旬报.   [2011-01-18]. （原始内容存档于2012-03-09） （日语）.

### 中文
- . 豆瓣电影.   [2011-03-15]. （原始内容存档于2016-03-07）.